# Leopoldstadt (Wien)
Leopoldstadt ( [ˈleːopɔltˌʃtat] ?) er den 2. af Wiens 23 bydele (bezirke).
I perioden 1848 til 1850 var Leopoldstadt en del af den selvstændige kommune Zwischenbrücken i Wien.
48°12′37″N 16°24′44″Ø / 48.210277777778°N 16.412222222222°Ø